# Porto de Quequén
O Porto de Quequén é um importante porto marítimo da Argentina, localizado às margens das cidades de Quequén e Necochea, no sudeste da Província de Buenos Aires, no leste do país.

## Características
O Porto de Quequén, também é chamado Consórcio de Gestão de Porto Quequén (C.G.P.Q.) localiza-se às margens das cidades de Quequén e Necochea, esta última é cabeceira do partido homônimo, no sudeste da Província de Buenos Aires, no leste da Argentina, justo na desembocadura do rio Quequén no mar Argentino, do oceano Atlántico Sul. É um porto natural cercado por dois importantes molles, a Norte e a Sul, também chamadas Leste e Oeste, por causa de que a real orientação geral costera se incline em diagonal ao paralelo terrestre. É um dos principais portos cerealistas da Argentina.
Dependente administrativamente de um consórcio. A segurança está sob responsabilidade da Prefeitura Naval Argentina, apoiada pelo município de Necochea.

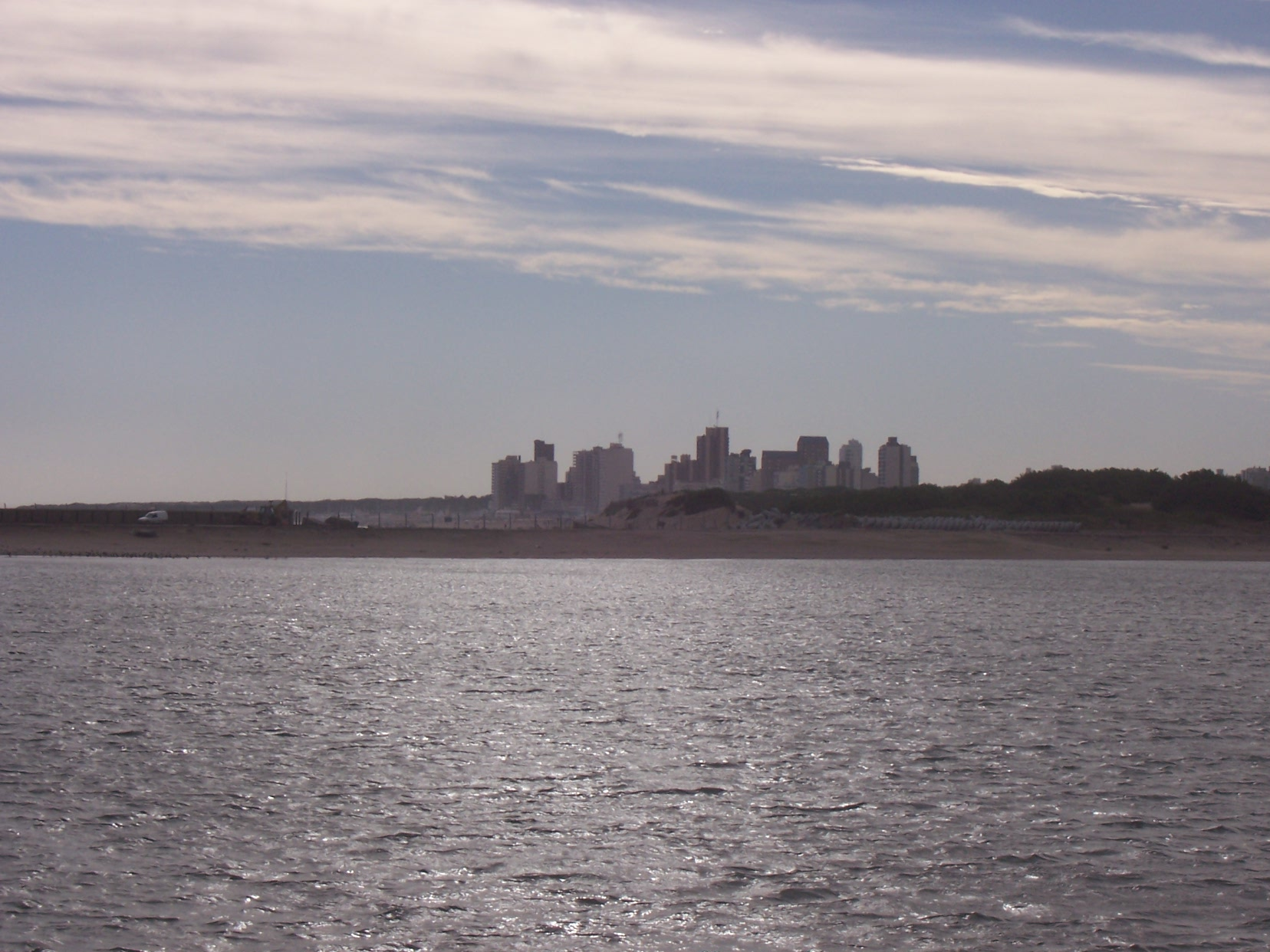
Boca do rio Quequén Grande, entrada ao Porto de Quequén desde o oceano Atlântico. Ao fundo, vista da cidade de Necochea.

## Vias de acesso

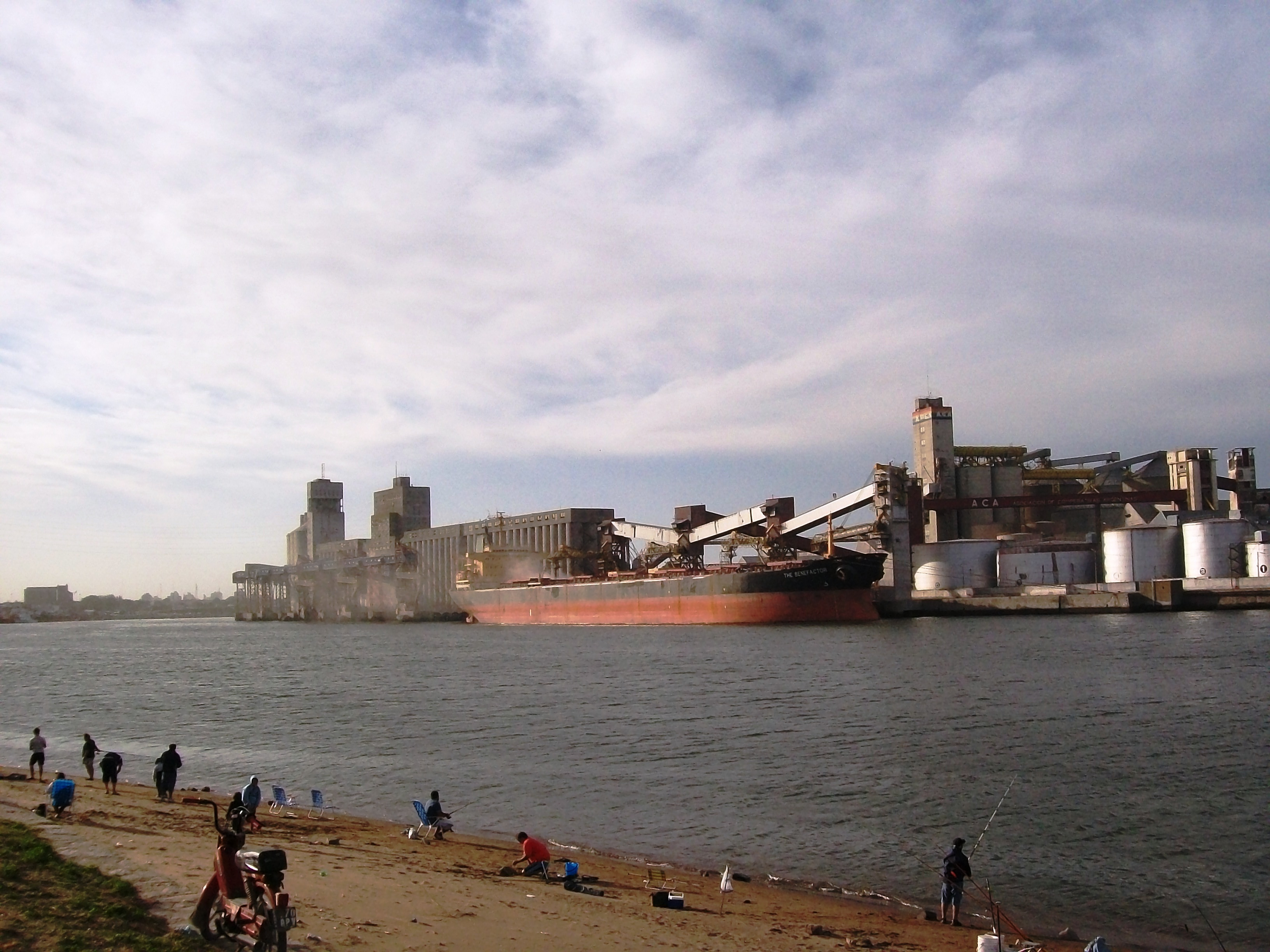
Porto Quequen

### Terrestre
Por acesso terrestre o Porto de Quequén encontra-se a 528 km do Porto de Buenos Aires, a 345 km do Porto de Bahía Blanca, e a 131 km do Porto de Mar del Plata.. As principais vias de acesso terrestre a este Porto são: a Rota Provincial 88, que o liga com as cidades de Miramar e Mar del Plata; e a Rota Provincial 227, que o une com Lobería e Balcarce. 
Ambas as margens do Porto, por sua vez, estão comunicadas por meio de três pontes: a Dardo Rocha, a Domingo Taraborelli e a Ponte Hipólito Yrigoyen, uma das duas pontes elevadiças da Argentina, suspensa por quatro eixos, inaugurada em 1929.

### Aérea
Também é possível chegar ao Porto por via aérea, pois ao lado de Necochea há um aeroporto.

### Marítima
O acesso por esse modo é facilitado porque a só 1500 m da boca do porto já se conta com uma profundidade natural de 46 pés.

## História
A história de Porto Quequén compreende também a história do desenvolvimento urbano das cidades de Necochea e Quequén. As primeiras operações portuárias foram registadas em meados de 1863, isto é, dois anos dantes da fundação de Necochea, ocorrida em agosto de 1865. Este dado permite compreender o processo de fundação de uma das primeiras cidades portuárias argentinas. Precisamente, os primeiros registros de operações de comercialização indicam que, no ano de 1882, o porto "do Quequén Grande" comercializou um total de 3.980 toneladas as quais se realizaram através da chegada de 71 navios com média de 55 toneladas cada um. A título de referência sobre as características dos primeiros pailebots que chegaram até o rio Quequén Grande no final do século XIX , é possível observar -na praça localizada em avenidas 10 e 59- ao navio “O Tordillo” cuja data de construção data de 1884.

## O porto
É um porto Marítimo o qual permite partir navios com calados de 50 pés.

### Boca de acesso
Desde o oceano, ao Porto de Quequén o acesso é feito por um canal com uma solera de 120 m de largura, e com uma profundidade à tosca de 15 m (50 pés). Transita-se entre dois importantes espigões, a Norte e a Sul, também chamadas Leste e Oeste.

### Anteporto
Depois do traspassada de sua boca de acesso,
já em seu interior, a primeira zona é o denominado Anteporto ou Pileta de Manobras, um grande espelho aquático de 478 m de longo e um calado de 12,20 m com respeito ao 0 portuário, o qual é utilizado pelos navios para efetuar suas manobras de giro. Está limitado por ambas espigões, o Espigón Costero, e a Defesa Norte ou Ribera lado Quequén. Sobre esta última encontra-se um setor onde os barcos realizam a espera do turno de ónus.  

### Recinto portuário
Este setor portuário integram-no ambas margens do Porto Quequén. Aqui encontra-se a frente de atracação, com um comprimento de 271 m, a frente de amarração, com um comprimento de 230 m, 4 Dolfines de 300 m de largura, etc. Do lado Quequén há um maior movimento, por causa dos embarques graneleiros, os de astillas ou chips madereros, e os petrolíferos, pelo qual se encontram os terminais de corte agroindustrial característico da zona.
Do lado de Necochea realiza-se a tarefas de ónus geral, em especial da actividade pesqueira, maderera, cementera, e a importação de fertilizantes agropecuários.

## Utilidade comercial
A partir deste porto marítimo exportam-se cereais, pescados, troncos, e subprodutos da indústria petrolífera.
O Porto é uma das principais atividades econômicas da zona. Chegou a ser o segundo porto mais importante do país, mas entre os anos 1998 e 2005 sofreu uma crise que o relegou ao nono lugar, quando foi criado um plano para o reativar, se conseguindo que se posicione no ano 2010 como o quinto porto da Argentina. O maior prejuízo recai no fechamento das exportações de trigo, principal cultivo da região, pelo que se procura novas atividades, se negociando a instalação de estaleiros para o reparo de embarcações; por isso, um programa de extensão de Quequén da Universidade Nacional do Centro da Província de Buenos Aires (Unicen) se anexaram os cursos de engenharia naval e logística no ano letivo de 2010.